# Gaspar Balcells i Tarragona
Gaspar Balcells i Tarragona   (Balaguer, 6 de gener de 1827 - Balaguer, 8 de juny de 1863) fou un metge cirurgià català. Fill de Josep Anton Balcells i Florejachs i de Lluïsa Tarragona Gasset i de Batlle, va estudiar Medicina a Barcelona i, el 1851, rebé el Títol de llicenciat en Medicina i Cirurgia. El 1856, es va casar amb Carme Cava i Balcells, cosina seva, amb qui va tenir dos filles.
Durant l'epidèmia de còlera morbo asiàtic que va succeir a Balaguer l'agost de 1854, va ser membre de la junta local de Sanitat de la que formaven part els metges Pau Balcells, Pere Soler, Josep Biel i Antoni Bonet; el farmacèutic i quatre particulars més, presidits per I'alcalde Valeri Aran, que va acordar la donació a tot el veinatge dels articles necessaris per la seva subsistència, així com posar les mesures precises a fi d'evitar la invasió de la malaltia que ja ocupava poblacions de la comarca.
El 1854, va escriure un llibre en el que feia una descripció amplia de la malaltia "Precauciones contra el cólera morbo asiático; instrucción para precaverse de la enfermedad, puesta al alcance de todas las clases de la sociedad". Va ser editat a Lleida, l'agost de 1854, a la impremta i llibreria de Josep Rauret. L'any 1857, va escriure la copia autèntica que es conserva a l'arxiu municipal de Balaguer, relatiu a la història de la imatge del Sant Crist, recopilada per Joan Borràs, prevere, durant l'any 1802. També va escriure "Recopilació de Fórmules Magistrals usuals, de fàcil ús i preparació".
Va ser nomenat metge forense de Balaguer, el 19 d'agost de 1862. Però va morir el dia 8 de juny de 1863, a l'edat de 36 anys, a causa d'una pleuro-perineumonia. Va ser substituit per Pere Colomines i Giralt, el dia 2 de juliol del mateix any.